# A walesi bárdok
A walesi bárdok Arany János 1857 júniusában elkezdett és valószínűleg 1861 körül befejezett, majd 1863-ban publikált történelmi balladája. A költőt a Magyarországra látogató Ferenc József köszöntésére kérték fel, ő azonban a betegségére hivatkozva elhárította a lehetőséget, de később megírta A walesi bárdokat. Arany az alkotás középpontjába a bűn és a bűnhődés gondolatát állította. A költemény burkolt, allegorikus jelentést tartalmaz: a költőknek sohasem szabad megalkudniuk a kegyetlen, gőgös zsarnoksággal, el kell azt ítélniük, és helytállásukkal mindenkor példát kell mutatniuk.

## Keletkezése
1857-ben Ferenc József osztrák császár és magyar király első ízben jött Magyarországra. Ebből az alkalomból Arany Jánost is felkérték, hogy készítsen egy dicsőítő verset az uralkodóhoz. A költő visszautasította a kéretlen megtiszteltetést, majd később – elképzelhető, hogy a látogatás hatására – megírta A walesi bárdokat. Ez a vers a magyar emberekben a remény ébrentartását szolgálta, mely az 1848–49-es szabadságharc bukása és az azt követő időszakban történt megtorlások miatt elveszettnek látszott. Sokan a szabadságharc leverése után kétségbeestek, kilátástalannak látták a helyzetet. A szerző őket akarta felrázni, nekik akart példát mutatni a bátor helytállásra.
A balladát Arany 1863. november 1-jén jelentette meg saját hetilapjában, a Koszorúban. Saját névvel közölte, de címe alatt ez állt: "Ó-ángol ballada", mintha a költemény fordítás lenne. A lap félévi, összesített tartalomjegyzékében azonban, ugyancsak saját nevén, eredeti balladaként vállalta fel: "Ó-ángol modorban, Arany J." 
A ballada valós eseményeket dolgoz fel. I. Eduárd angol király 1277-ben valóban meghódította a korábban önálló, a kelták által irányított Walest. A legenda szerint az uralkodó 500 énekmondót végeztetett ki, mert nem voltak hajlandók az általuk gyűlölt zsarnokot éltetni. Egyértelmű a hasonlóság a XIII. századi események és az 1850-es évek magyarországi viszonyai között: Edward maga Ferenc József, a walesi bárdok pedig a magyar költők.

## Szerkezete

### Ballada

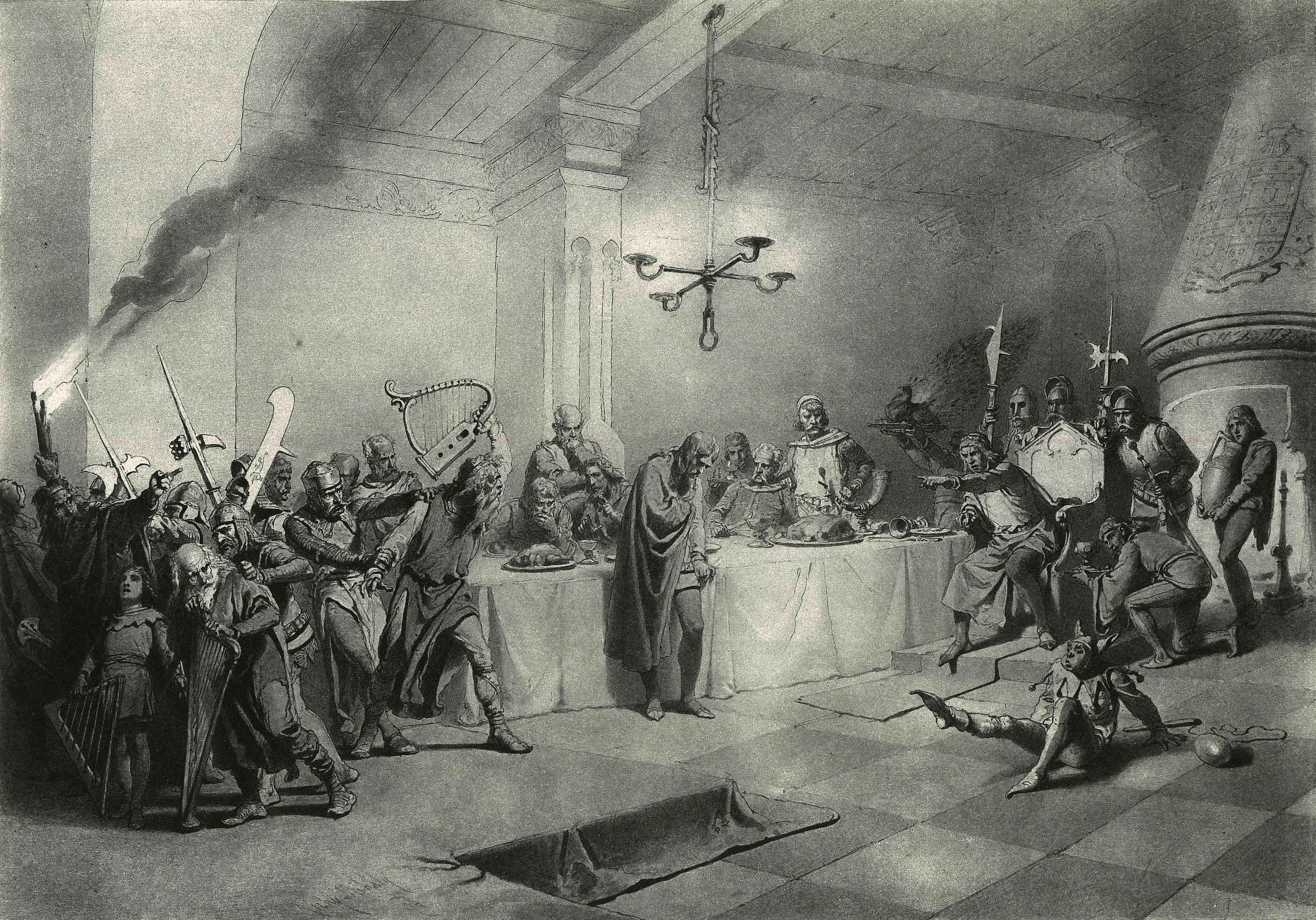
Zichy Mihály: Illusztráció A walesi bárdokhoz

Egyszólamú: az események időrendben egymás után következnek, egy cselekményszálon bontakoznak ki. Az ismétlődő sorok („Edward király, angol király/... fakó lován...”) három részre tagolják a balladát.
- 1. Edward megszemléli új tartományát, a leigázott Walest. A megfélemlített urak gazdag lakomával vendéglik meg az uralkodót és kíséretét. A király kevesli a finom ételek és pompás italok sorát, azt akarja, hogy dicsőítsék a legyőzött, megfélemlített túlélők: hozassanak énekeseket, akik megünneplik győzelmét.

- 2. Három bárdot vezetnek elé. Dicsőítés helyett, valamennyien megvádolják a gyűlölt zsarnokot. Edward féktelen dühében kegyetlen parancsot ad: máglyán égessenek meg minden olyan walesi énekest, aki ellenszegül akaratának. Ötszáz bárd vértanúhalált hal, de egy sem dicsőíti a hódítót, sőt átkot mondanak a fejére.

- 3. Az átok megfogan: Edward megőrül, fülében zeng a máglyahalált halt bárdok éneke.

### Felépítése
- I. Előkészítés: Edward király Wales-be látogat
- II. Bonyodalom: Kitörése a lakomán
- III. Kibontakozás: A három bárd éneke
  - 1. Az ősz énekes
  - 2. A fiatal bárd
  - 3. A vakmerő
- IV. Tetőpont: Az uralkodó parancsa
- V. Megoldás:
  - Ötszáz bárd kínhalála
  - A zsarnok megőrül

## Edward jellemzése
A zsarnok uralkodót a megnyilvánulásaiban és döntéseiben a durva erőszak jellemzi. Walest katonai erővel meghódítja, a megmaradt őslakók behódolnak neki, de a lelkükben gyűlölik az idegent („Orcáikon, mint félelem,/Sápadt el a harag.”). Edward dühöngve tör ki, amikor észreveszi a rettegést és az ellenszenvet a walesi urak arcán. A király tombol, amikor a bárdok szembeszállnak vele. Erőszakossága révén úgy véli, hogy a sértéseket, amiket az énekesek mondtak a szemébe, csak vérrel moshatja le. Bűneinek súlyát nem bírja elviselni, féktelen, meggondolatlan parancsa következményeitől lélekben összeroppan, a bárdok - általa folyamatosan hallott - énekétől megőrül.

## A három bárd
Az énekesek jelleme színrelépésükkor azonnal megmutatkozik. Az első, a megfontolt öreg bárd kemény szavakkal vádolja meg a királyt. A középső, a kezdetben halk szavú fiatal is szemébe mondja a zsarnoknak a véleményét. A vakmerően felbukkanó, harcias harmadik megátkozza a hódítót. Az utolsó bárdot - egyes feltételezések szerint - Arany János a szabadságharcban meghalt barátjáról, Petőfi Sándorról mintázta. Mások szerint a 3. énekmondó (illetve mindhárom) maga a ballada szerzője, aki így mondott véleményt az osztrák császárról.

## Versforma
Arany szerette a stílusjátékokat, a skót balladaformát is tökéletes művészettel utánozta. A ballada ritmusa, alliterációi ennek megfelelőek. A versszakok négy sorból állnak, a páratlan sorok négyes jambusok, a páros sorok hármas jambusok. A rímek a páros sorokat kapcsolják össze (x a x a).
A rímek közül élénk hatásúak: 
- fű kövér – honfivér
- Sire (ejtsd: szír) – sír
- Vadat – halat – falat

Mesteriek az ellenfelek összerímeltetése:
- Eduárd – velszi bárd
- Eduárd – ifju bárd

A páros sorok belső rímei a vers zenei hatását erősítik. Pl.: Van-e ott folyó és földje jó?

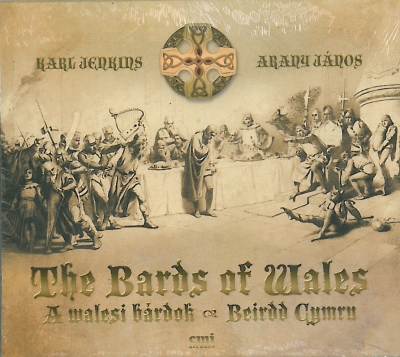
Karl Jenkins: The Bards of Wales album borítója (2012

## Emlékezete
- 2017. március 2-án, Arany János születésének 200. évfordulóján Eric Fairbrother, a walesi Montgomery(wd) polgármestere a Freeman of Montgomery címet adományozta A walesi bárdok szerzőjének.[6][7] 2022. május 14-én emléktáblát avattak Montgomery városában, a tábla magyarul, angolul és walesi nyelven méltatja Arany Jánost és költeményét. [8]
- Csordás Dániel, fiatal magyar grafikus a klasszikus magyar költeményből modern képregényt készített.[9]
- Karl Jenkins (walesi zeneszerző) Zollman fordítását felhasználva kantátákat írt 2011-ben.